# Аль-Хиляль (футбольный клуб, Вау)
«Аль-Хиляль» — южносуданский футбольный клуб из города Вау. Чемпион Южного Судана 2018 года.

## История
Клуб был основан в 2012 году.
В 2013 году «Аль-Хиляль» дебютировал в чемпионате Южного Судана, выступив также в региональном турнире Западного Бахр-эль-Газаля.
В 2014, 2015 и 2017 годах не участвовал в чемпионате.
В 2018 году «Аль-Хиляль» завоевал золотые медали чемпионата Южного Судана. Он выиграл турнир в группе «Б», набрав 7 очков в 3 матчах, а затем в финале в Джубе победил местный «Мерикх» — 1:1, пен. 7:6. На следующий день Футбольная ассоциация Южного Судана присудила «Мерикху» победу со счётом 2:0, после того как он опротестовал участие в матче незарегистрированного футболиста Зеара Леина Бамала. Однако «Аль-Хиляль» подал ответный протест, и 30 октября футбольная ассоциация оставила в силе первоначальный результат.
В том же году «Аль-Хиляль» дебютировал в Лиге чемпионов КАФ, но выбыл уже в первом квалификационном раунде, проиграв ливийскому «Аль-Насру» — 1:5, 2:4. Первый гол команды в африканских клубных турнирах забил Джордж Баго.
В 2019 году «Аль-Хиляль» завоевал серебряные медали чемпионата Южного Судана. Выиграв групповой этап, в финальном турнире трёх команд он набрал 2 очка, пропустив вперёд «Атлабару» из Джубы.

## Достижения
- Чемпион Южного Судана (1): 2018.
- Серебряный призёр чемпионата Южного Судана (1): 2019.

## Стадион
Проводит домашние матчи на городском стадионе в Вау вместимостью 5000 человек.